# Hohnekamm
Der Hohnekamm ist ein 900,6 m ü. NHN hoher Bergkamm im Mittelgebirge Harz (Hochharz). Er liegt bei Schierke im sachsen-anhaltischen Landkreis Harz (Deutschland) und ist durch seine Felstürme, die Hohneklippen, bekannt.

## Geographische Lage
Der bewaldete Hohnekamm erstreckt sich innerhalb des Naturparks Harz/Sachsen-Anhalt im Nationalpark Harz. Er liegt rund 2 km nordöstlich des an der Kalten Bode gelegenen Dorfs Schierke, einem Ortsteil der Stadt Wernigerode, deren Kernstadt sich rund 8,5 km nordöstlich befindet, und etwa 4 km nördlich von Elend, einem Ortsteil der Stadt Oberharz am Brocken. Zirka 7,5 km ostsüdöstlich liegt Elbingerode und etwa 2,5 km südöstlich Drei Annen Hohne.
In Richtung Nordwesten leitet die Landschaft des Hohnekamms zum Renneckenberg (ca. 933 m) mit dem westlich davon befindlichen Brocken (1141,1 m) über und im Nordosten fällt sie über den Kontorkopf (556,1 m) im Höhenzug Hippeln nach Hasserode (zu Wernigerode) an der Holtemme ab. Die südliche Nachbarkuppe ist der Erdbeerkopf (847,7 m). Südwestlich liegt jenseits von Schierke die Berggruppe von Wurmberg (971,2 m), Großem Winterberg (906,4 m) und Kleinem Winterberg (837 m).
Der auf etwa 3 km Länge in Nordwest-Südost-Richtung verlaufende Hohnekamm bildet die Wasserscheide zwischen der im Übergangsbereich zum Renneckenberg quellenden Holtemme im Norden und der Kalten Bode im Süden, die von der südlich des Kamms entspringenden Wormke gespeist wird; von dieser zweigt auf der Südflanke des Kamms der künstlich angelegte Wormsgraben ab. Auf der Ostflanke des Kamms entspringt einiges unterhalb der Leistenklippe der Holtemme-Zufluss Braunes Wasser.

## Hohneklippen
Der Höhenzug Hohnekamm besteht aus Granit, der hier an mehreren Stellen durch Wollsackverwitterung bizarre Felsformationen bildet – besonders die auf den Hochlagen gelegenen Hohneklippen. Die höchste dieser schroffen Felsnadeln ist die Leistenklippe (⊙, 900,6 m), die durch Leitern erschlossen ist; vom Klippengipfel fällt der Blick unter anderem zum Brocken, nach Wernigerode und Ilsenburg am Harzrand, Halberstadt im Harzvorland und über den Unterharz mit dem Josephskreuz auf dem Großen Auerberg. Etwas nordwestlich davon liegt die Grenzklippe (⊙, 886 m), nach Südosten hingegen setzt sich der Kammverlauf zur Bärenklippe (⊙, ca. 870 m) fort. Der unterhalb dieser Klippen gelegene Südostteil des Bergkamms ist als Hohnekopf (⊙, ca. 840 m) bekannt, auf dem sich weitere Klippen befinden; an seinem Südhang liegt der Trudenstein.

## Brockenbahn
Über die Südabhänge des Hohnekamms und vorbei am dort benachbarten Erdbeerkopf verläuft die 1898 eröffnete Brockenbahn, eine Schmalspurbahn, die auf 19,0 km langer Trasse von Drei Annen Hohne in Richtung Nordwesten auf den Brocken führt.

## Sport und Freizeit
Rund um den Hohnekamm führt in der kalten Jahreszeit, wenn die Schneelage es zulässt, unter anderem ein Teil der Renneckenbergloipe. Unterhalb des Hohnekopfs erstreckte sich bis etwa zum Jahr 2000 das einstige Skigebiet von Drei Annen Hohne mit einem rund 1000 m langen Skilift, der dann abgebaut wurde. Die auf dem Kamm befindliche Leistenklippe ist als Nr. 15 in das System der Stempelstellen der Harzer Wandernadel einbezogen.

## Sage
Einer Sage nach waren die Hohneklippen drei schöne Jungfrauen, die hier als Strafe für ihren Hochmut versteinert wurden.